# Lehmkuhlener Stauung
Lehmkuhlener Stauung este o arie protejată (arie specială de conservare — SAC, sit de importanță comunitară — SCI) din Germania întinsă pe o suprafață de 29 ha, integral pe uscat.

## Localizare
Centrul sitului Lehmkuhlener Stauung este situat la coordonatele 54°12′25″N 10°20′19″E / 54.2069°N 10.3386°E.

## Înființare
Situl Lehmkuhlener Stauung a fost declarat sit de importanță comunitară în august 2000 pentru a proteja un număr necunoscut de specii din flora spontană și fauna sălbatică aflate în arealul zonei. Situl a fost protejat și ca arie specială de conservare în ianuarie 2010.

## Biodiversitate
Situată în ecoregiunea continentală, aria protejată conține 2 habitate naturale: Mlaștini turboase de tranziție și turbării mișcătoare, Mlaștini alcaline.
La baza desemnării sitului se află un număr nedeclarat de specii protejate: